# Gipfelstürmer
Gipfelstürmer é o oitavo álbum da banda alemã Unheilig. Foi lançado no dia 12 de dezembro de 2014 contendo 16 faixas na edição padrão e 26 na edição limitada. A capa do álbum é em tom de vermelho, e tem uma foto em formato de caricatura mostrando uma Locomotiva a vapor. 
O tema do álbum é a despedida tratada como se fosse uma viagem à uma montanha.

## Lista de Faixas
| N.º            | Título                        | Duração |  |
| 1.             | "Der Berg" (Intro)            | 4:48    |  |
| 2.             | "Hinunter bis auf Eins"       | 3:22    |  |
| 3.             | "Zeit zu gehen"               | 4:10    |  |
| 4.             | "Die Weisheiten des Lebens"   | 3:26    |  |
| 5.             | "Zwischen Licht und Schatten" | 4:28    |  |
| 6.             | "Glück auf das leben"         | 3:08    |  |
| 7.             | "Wie in guten alten Zeiten"   | 3:54    |  |
| 8.             | "Alles hat seine Zeit"        | 3:50    |  |
| 9.             | "Echo"                        | 3:46    |  |
| 10.            | "Mein Berg"                   | 4:21    |  |
| 11.            | "Goldrausch"                  | 3:43    |  |
| 12.            | "Held für einen Tag"          | 4:04    |  |
| 13.            | "Dem Himmel so nah"           | 3:40    |  |
| 14.            | "Wir sind die Gipfelstürmer"  | 3:47    |  |
| 15.            | "Hand in Hand"                | 4:00    |  |
| 16.            | "Der Gipfel" (Instrumental)   | 6:03    |  |
| Duração total: | Duração total:                | 1:04:22 |  |

## Lista de Faixas da Edição Limitada

### CD 1
| N.º | Título                        | Duração |  |
| 1.  | "Der Berg" (Intro)            | 4:48    |  |
| 2.  | "Hinunter bis auf Eins"       | 3:22    |  |
| 3.  | "Zeit zu gehen"               | 4:10    |  |
| 4.  | "Die Weisheiten des Lebens"   | 3:26    |  |
| 5.  | "Zwischen Licht und Schatten" | 4:28    |  |
| 6.  | "Glück auf das leben"         | 3:08    |  |
| 7.  | "Wie in guten alten Zeiten"   | 3:54    |  |
| 8.  | "Alles hat seine Zeit"        | 3:50    |  |
| 9.  | "Echo"                        | 3:46    |  |
| 10. | "Mein Berg"                   | 4:21    |  |
| 11. | "Goldrausch"                  | 3:43    |  |
| 12. | "Held für einen Tag"          | 4:04    |  |
| 13. | "Dem Himmel so nah"           | 3:40    |  |
| 14. | "Wir sind die Gipfelstürmer"  | 3:47    |  |
| 15. | "Hand in Hand"                | 4:00    |  |
| 16. | "Der Gipfel" (Instrumental)   | 6:03    |  |

### CD 2
| N.º            | Título                                      | Duração |  |
| 1.             | "Zeit zu gehen" (Demoversion)               | 3:58    |  |
| 2.             | "Zwischen Licht und Schatten" (Demoversion) | 3:53    |  |
| 3.             | "Held für einen Tag" (Demoversion)          | 4:45    |  |
| 4.             | "Echo" (Demoversion)                        | 3:37    |  |
| 5.             | "Hand in Hand" (Demoversion)                | 3:14    |  |
| 6.             | "Dem Himmel so nah" (Demoversion)           | 3:33    |  |
| 7.             | "Die Weisheiten des Lebens" (Demoversion)   | 3:25    |  |
| 8.             | "Alles hat seine Zeit" (Demoversion)        | 3:48    |  |
| 9.             | "Hinunter bis auf Eins" (Demoversion)       | 3:36    |  |
| 10.            | "Mein Berg" (Demoversion)                   | 4:24    |  |
| Duração total: | Duração total:                              | 1:42:36 |  |

## Posição nas paradas
| Paradas  | Posição |
| -------- | ------- |
| Alemanha | 1       |
| Áustria  | 3       |
| Suíça    | 2       |

## Créditos
- Der Graf - Vocais/Composição/Letras/Produção
- Christoph "Licky" Termühlen - Guitarra
- Henning Verlage - Teclados/Programação/Produção
- Martin "Potti" Potthoff - Bateria